# 산간닝 변경구
산간닝 변경구(중국어: 陕甘宁边区, 한국 한자: 섬) 또는 옌안 소비에트(영어: Yan'an Soviet)는 1937년부터 1950년까지 산시성 북부, 간쑤성, 닝샤성 동부를 포함한 중화민국과 중화인민공화국의 행정구역으로 중국공산당의 항일 근거지이자 혁명 근거지(해방구)였으며 중일 전쟁 시기에는 국민정부 행정원의 직할 행정구역이었다. 제2차 국공내전 이후 국민정부에 의해 불법 반란 구역으로 선포되었다. 중화인민공화국이 성립된 후, 산간닝 변경구는 1950년 1월에 서북군정위원회로 개편되었다. 산간닝 변경구의 수도는 1937년 수립 당시 옌안시였지만, 1947년 국공 내전이 재개되었을 때는 수도가 시안시로 옮겨졌다.
1936년 10월 장정을 마친 뒤 중국 공산당은 옌안에 수도를 두고 핵심 근거지를 마련했다. 제2차 국공합작 이후 중국 국민당은 해당 지역을 신간닝 변경지역으로 명명했다. 신간닝 변경구는 중일 전쟁 발발 당시 최전선 지역은 아니었지만 중국공산당의 혁명 근거지 중 행정 중심지로 사실상 수도 역할을 했다. 또한 백단대전과 같은 중국공산당의 군사 활동 및 게릴라 작전도 이곳을 거점으로 시작되었다.

## 역사
장정 이후 중국 공산당은 당원의 90%를 잃었다. 마오쩌둥은 원래 소련 국경으로 향할 생각이었지만, 산시성 (섬서성) 북부에 큰 소비에트가 있다는 소식을 듣고 마음을 바꿨다. 마오쩌둥의 군대는 1935년에 산시성 북부에 도착했다. 그들이 도착했을 때, 그들은 류즈단 휘하의 지방 정치국 중앙위원회에서 시작된 숙청 운동으로 황폐해진 소비에트를 발견했다. 중국 공산당 중앙 지도부는 숙청 중단을 명령했다. 원래 중국국민당은 거의 모든 주요 도시를 통제하고 있었고, 중국 공산당은 농촌의 몇몇 현만 통제하고 있었다. 더 부유한 땅으로 이동하거나 소련 국경으로 가서 소련의 지원을 받으려는 여러 시도가 있었지만, 모두 좌절되었다.
중국 공산당은 증가하는 민족주의와 일본 제국의 침략에 대한 중국국민당의 미온적인 대응을 이용하여 동맹을 모집했다. 마오쩌둥은 "장제스와 일본 침략에 반대하는 통일 전선"을 원했지만, 중국 공산당 내 코민테른 파벌의 왕밍은 마오쩌둥의 의지에 반하여 중국국민당과의 동맹을 성공적으로 추진했다. 1936년 12월, 시안 사건이 발생하여 장제스는 자신의 병사들에게 납치되어 중국 공산당과의 제2차 국공 합작에 동의하도록 강요되었다. 중국 공산당은 혼란을 이용하여 산시성 (섬서성)의 기지를 확장하고 옌안을 점령했다. 1937년 1월, 중국 공산당 본부가 옌안에 설립되었다. 1937년 초는 상대적으로 평화로운 시기였으며, 산시성 (섬서성)의 많은 지역에서 중국 공산당은 중국국민당과 행정을 공유했지만, 세금 문제로 인한 분쟁이 빈번했다.
1937년 7월 7일, 루거우차오 사건이 발생하여 중일 전쟁이 시작되었다. 이때 장제스는 중국 공산당과 전적으로 협상할 의향이 있었고, 산간닝 변경구가 공식적으로 설립되었다. 이 전쟁 동안 마오쩌둥과 친소련 파벌인 왕밍 사이에는 내부 권력 투쟁이 있었다. 왕밍은 코민테른 노선을 따라 중국국민당과 더 긴밀한 관계를 맺고 전쟁에서 더 공격적인 전략을 원했지만, 마오쩌둥은 중국국민당으로부터 작전적 독립과 게릴라전에 중점을 둔 더 보수적인 전략을 원했다. 마오쩌둥의 동맹인 왕자샹은 결국 소련을 성공적으로 설득하여 마오쩌둥의 중국 공산당 지도력을 구두로 인정받았다. 중국공산당 제6기 중앙위원회 제6차 전체 회의(1938년 9월 29일~11월 6일) 동안 마오쩌둥은 이 구두 인정을 이용하여 중국 공산당의 권력을 독점했고, 왕밍의 권력에 큰 타격을 입혔다.
옌안 시기 동안 마오쩌둥은 또한 마오쩌둥 사상을 진지하게 발전시키기 시작했으며, 실천론과 모순론과 같은 많은 유명한 에세이를 썼다. 1940년대까지 마오쩌둥은 사실상 중국 공산당의 수석 마르크스주의 이론가가 되었다. 1941년 5월 19일, 마오쩌둥은 소련 공산당사 교과서와 마오쩌둥 사상을 가르치기 위해 "학습 개혁 운동"을 시작했다. 마오쩌둥은 또한 분할 통치 전술을 성공적으로 사용하여 코민테른 파벌의 정치적 반대자들을 해체했으며, 1941년까지 이 파벌은 기본적으로 해체되었다.
1939년까지 중국국민당은 중국 공산당의 세력 확장을 두려워하기 시작했고, 결국 그 해 봄에 그들을 공격했다. 중국국민당은 동부 간쑤성의 많은 지역을 점령했지만, 중국 공산당은 쑤이더현을 포함한 부유한 동부를 점령했다. 1940년 여름, 저우언라이는 장제스의 참모총장과 만나 다시 국경에 합의했다.
1941년 1월 6일, 중국국민당은 국내외 원조가 산시성-간쑤성-닝샤성 변경구에 진입하는 것을 금지하고 포위하려고 시도했다.(p. 181-182) 1941년 3월, 이 지역은 중국국민당의 공격을 격퇴했다.(p. 141) 중국국민당은 이 지역을 봉쇄하여 인플레이션을 증가시키고, 생필품 접근을 줄였으며, 농민들에게 세금을 늘렸다.(p. 21) 이러한 상황에 대한 대응 중 하나는 생산을 확대하고 협동적인 사회 관계를 통해 생산을 재조직하려는 대량 생산 운동이었다.(p. 21)
1942년 2월 1일, 마오쩌둥은 정풍운동을 시작했다.(p. 21) 이는 당에서 코민테른 파벌, 5·4 운동 이데올로기를 숙청하고 마오쩌둥 사상을 주요 교리로 확립하기 위함이었다. 원래 마오쩌둥은 비판을 자신의 적에 대한 무기로 장려했지만, 왕스웨이와 같은 비평가들은 평등주의와 자유로운 토론이 검열과 자기 비판, 간부들의 계층 구조로 대체되었다고 불평했다. 그 결과 마오쩌둥은 왕스웨이에 대한 투쟁회를 개최했고, 왕스웨이는 결국 투옥되었다가 1947년에 처형되었다. 이는 1942년 문화계 전반에 대한 숙청과 함께 진행되었다. 마오쩌둥은 반지성주의를 추진하고 문화를 정치에 종속시키는 것을 우선시했다. 마오쩌둥은 공산주의 간부들을 "신사회주의자"로 형성하기 위해 끊임없는 자기 성찰과 자기 비판을 추진했다. 주로 캉성이 주도한 응급 구조 캠페인은 1943년 4월에 시작되었다. 이는 대규모 집회와 투쟁회, 그리고 자기 비판과 고백의 사용을 최고조로 끌어올렸다. 많은 경우 고문으로 자백이 강요되었고, 사람들은 종종 회개를 증명하고 다른 사람들을 비난하기 위해 범죄를 극도로 과장했다. 이 캠페인은 1943년 12월 소련이 캠페인을 비난하는 전보를 보낼 때까지 끝나지 않았다.
1944년에 재검토 캠페인이 시작되었고 응급 구조 캠페인은 철회되어 많은 자백과 판결이 재검토되었다. 그러나 이 시점에서 마오쩌둥은 캠페인을 통해 사실상 목표를 달성했다. 1944년 5월, 제6차 중앙위원회 제7차 전체 회의가 개최되어 마오쩌둥 사상을 중국 공산당의 주요 교리로 확립하고 마오쩌둥의 중국 공산당 최고 지도권을 확보했다.
1946년 내내 마오쩌둥은 중국국민당과의 평화적 화해를 목표로 했지만, 장제스는 거부했고 결국 협상은 결렬되었다. 1947년 3월, 중국국민당군은 옌안을 직접 공격하여 점령했지만, 마오쩌둥은 농촌 전역에서 게릴라 캠페인을 이끌었고 결국 중국국민당을 물리치고 중화인민공화국을 수립했다.

## 사회
1940년대 초까지 옌안에는 37,000~38,000명의 주민이 있었고, 이 중 7,000명은 현지인이었고 나머지는 중국 공산당 간부였다. 옌안 소비에트는 중앙위원회 계획에 의해 통제되었고, 루이진 시대의 경험에 크게 영향을 받았다. 1937년까지 많은 젊은이들이 옌안으로 이주했고, 중국 공산당은 수십 개의 학교를 설립했다. 이 학교들은 옌안의 정치 생활에서 중요한 역할을 했으며, 이념 훈련을 우선시했다. 풍부한 지적 문화 생활과 많은 출판물이 있었는데, 예를 들어 신화일보, 해방 주간, 정치 업무 등이 있었다. 학교와 당 기관은 일반적으로 베테랑 간부들이 이끌었는데, 이들은 종종 20대 후반에서 30대였다. 옌안은 어느 정도 계층적이었으며, 베테랑 간부들은 훨씬 더 나은 대우, 배급, 사회적 지위를 얻었다. 옌안은 산간닝 변경 지역의 나머지 지역, 특히 악명 높게 문화적으로 보수적이고 전통적이었던 섬북과는 문화적으로 달랐다. 중국 공산당은 산간닝 변경 지역 전역에 걸쳐 선거를 실시했다. 비록 일당제였지만, 시민들의 참여 수준을 허용했고, 참여율은 특히 부유한 북동부에서 높았다.
옌안의 중국 공산당은 또한 "마시우의 방식"으로 알려진 새로운 형태의 법률 실무를 개발했다. 이 실무는 지역 민사 사건에서 중재와 판결을 모두 사용하는 것을 강조했으며, 공동체 의견을 수렴하고, 법원을 공동체 전체에 접근 가능하고 개방적으로 만들고, 혁명 판사의 지도 하에 대중의 의견과 승인을 기반으로 결정을 내리는 과정을 통해 이루어졌다. 이는 법에 대한 민주적 접근 방식으로 홍보되었으며, "마시우의 방식" 원칙은 중화인민공화국이 수립된 후에도 계속 사용되고 있다.

### 여성 운동
1939년, 마오쩌둥은 공산당이 여성 간부를 양성할 수 있는 여성 대학 설립을 제안했다.(pp. 70-71) 중국 여성 대학은 그 해 7월 20일에 개교했으며, 마오쩌둥의 개교 연설은 일본의 중국 침략에 저항하는 여성의 역할을 강조했다.(p. 71) 마오쩌둥은 "중국의 모든 여성이 일어나는 날이 중국 혁명 승리의 순간이다!"라고 말했다.(p. 71)
1940년 2월 1일, 공산당 중앙위원회는 국제 여성의 날을 맞아 지방 당 지부에 사회 계층을 넘어선 여성들이 일본 침략에 협력한 자들에 맞서 단결할 필요성을 강조해야 한다고 지시했다.(p. 77) 1940년대, 옌안의 여성 운동의 주요 주제 중 하나는 일본 협력자인 왕징웨이의 아내인 천비쥔을 비난하는 것이었다.(p. 77)
중국 공산당은 여성에게 평등한 권리를 부여하기 위해 노력했지만, 중매결혼과 지참금이라는 전통적인 관습과 싸웠다. 1939년 중국 공산당은 자유로운 결혼과 이혼을 허용하기 위해 결혼법을 개정했지만, 이는 신부 가족에 의해 자주 남용되었고, 쉬운 이혼을 이용하여 더 많은 "차이리"(신랑이 주는 지참금)를 받고 결혼을 주선했다. 1944년과 1946년에 이러한 남용을 완화하고 결혼을 통한 여성의 매매를 막기 위해 지속적인 개혁이 이루어졌다.

### 예술과 문학
1938년 4월, 공산당 예술가들을 위한 훈련 센터로 옌안에 루쉰 문학 예술 아카데미(Luyi)가 설립되었다.(p. 144) 1939년 8월 2일, 루이(Luyi)는 차오얼거우 가톨릭 교회로 이전하여 옌안의 문화 중심지가 되었다.(p. 144)
유명 배우이자 감독인 위안무즈는 1938년 가을 옌안에 도착했다.(p. 128) 위안은 우인셴과 함께 팔로군의 일본과의 전투를 묘사한 장편 다큐멘터리 '옌안과 팔로군'을 제작했다.(p. 128) 그들은 또한 캐나다 외과의사 노먼 베순이 최전선 근처에서 수술을 하는 장면을 촬영했다.(p. 128)
1940년 국제 여성의 날을 기념하기 위해 옌안 소비에트는 영웅적인 여성을 다루는 연극을 공연했는데, 여기에는 <어머니 웨 (악비의 어머니)가 문신을 새기다>, <량훙위>, <추진> 등이 포함되었다.(p. 70) 연극 선정은 일본의 중국 침략에 반대하는 사람들을, 특히 여성을 격려하기 위한 것이었다.(p. 70)
1940년 5월, 마오둔과 그의 가족은 옌안으로 여행했다.(p. 146) 옌안에서 그는 문화와 노동의 육성을 통해 지역을 변화시킨 공산당을 칭찬하는 에세이를 썼다.(p. 146)
딩링의 단편 소설 <샤 마을에 있을 때>는 1941년 6월 옌안에서 처음 출판되었다.(p. 122)
1942년 5월, 마오쩌둥은 옌안 담화(옌안 문예좌담회)를 발표했다. 옌안 담화의 핵심 개념은 예술이 농촌 농민들에게 중국공산당 혁명의 사상을 전달해야 한다는 것이었다.(pp. 159-160) 이는 중국에서 노동자와 작가 사이의 사회적 관계를 재구성하려는 노력이었다.(p. 20) 진행 중인 생산 캠페인을 지원하기 위해 노동 영웅의 개념이 점점 더 지지를 얻었다. 생산과 인민 혁명 대의의 모범이었던 노동 영웅을 포용하고 그들에 대한 예술을 창작함으로써 지식인들은 사회주의 사회에서 정당성을 얻을 수 있었다. 지식인들은 대중에게 나아가 프롤레타리아 계급의 관점에서 글을 써야 했다. 이러한 노동 영웅 중 가장 유명한 사람은 우만요우였다. 중국 공산당은 또한 공산주의 정책을 전파하고 보급하기 위해 섬북 이야기와 같은 전통 민속 관행을 활용했다.

### 미디어
1936년 7월부터 10월까지 기자 에드거 스노는 옌안 코뮌을 방문하여 결국 <중국의 붉은 별>이라는 책을 썼는데, 이 책은 매우 영향력이 컸고, 옌안을 혁명적 평등주의의 중심지로 보았던 많은 동시대 중국 청년들의 관점을 형성했다. 그 결과, 중국국민당이 장악한 지역의 많은 청년들이 옌안으로 여행했다.
1937년 1월, 미국 기자 애그니스 스메들리가 옌안을 방문했다.(pp. 165–166) 4월에는 님 웨일스가 연구를 위해 옌안으로 여행하여 마오쩌둥과 다른 지도자들을 인터뷰했다.(p. 166)
팔로군은 1938년 9월 옌안 소비에트에서 첫 번째 영화 제작 그룹을 설립했다.(p. 69)
1943년, 중국 공산당은 첫 번째 캠페인 영화인 <난니완>을 공개했는데, 이는 군대의 생산 캠페인을 통해 물질 부족을 완화함으로써 옌안 지역의 홍군과 지역 주민들 사이의 관계를 발전시키고자 했다.(p. 16)
1944년, 중국 공산당은 많은 외국(주로 미국) 기자들을 옌안으로 환영했다.(p. 17) 당과 민족주의자들을 대조하기 위한 노력의 일환으로 중국 공산당은 일반적으로 이러한 외국 보도를 검열하지 않았다.(p. 17) 1945년 12월, 중국공산당 중앙위원회는 당이 미국 기자들의 작업을 용이하게 하여 중국에 대한 미국 정책에 진보적인 영향을 미칠 수 있기를 희망한다고 지시했다.(pp. 17–18)

## 경제
소비에트 설립 직후, 중국 공산당은 "토지 혁명"을 시작하여 지역 지주와 신사계층으로부터 대규모로 재산을 몰수했다.(p. 265) 그렇게 하는 데 있어서의 활력은 농민 혁명에 대한 이념적 헌신과 경제적 필요라는 두 가지 요인에서 비롯되었다. 기지 지역의 경제 상황은 위태로웠으며,(p. 129) 1936년 전체 소비에트의 수입은 1,904,649위안에 불과했고, 이 중 약 652,858위안이 재산 몰수에서 나왔다.(p. 266) 토지 재분배 프로그램, 상인에 대한 당의 적대감, 아편 금지 정책은 지역 경제를 심각하게 위축시켰고, 1936년까지 공산주의자들은 곡물과 기타 물품을 얻기 위해 인근 산시성 (산서성)(당시 국민당 지원 군벌 옌시산이 통치)을 습격하는 지경에 이르렀다.(p. 266) 같은 해 국민당 봉쇄가 강화되면서 외부로부터 자원을 확보하기가 어려워졌다.(p. 129) 1934년부터 1941년까지 옌안 소비에트는 재정적으로 건전한 적이 없었으며, 처음에는 "적대 계급"으로부터의 재산 몰수에, (제2차 국공 합작 형성 후에는) 국민당의 원조에 의존했다.(p. 265) 후자는 1937년부터 1940년까지 소비에트 수입의 약 70%를 차지했다.(p. 269)
이 지역은 이미 경제적으로 가난하고 인구가 희박했으며, 농업 생산량이 낮고 강우량이 불규칙했다. 농업은 주로 서곡 (곡물), 콩, 수수가 특징이었고, 양과 염소도 있었다. 항해 가능한 강이 없었고, 관개와 상업은 미미했다. 중국 공산당 정부는 1939년과 1940년에 생산 캠페인을 조직했으며, 간부들을 작업 단위로 조직하여 농업을 지원했다. 초기에는 염세 이외의 대부분의 세금이 폐지되었지만, 특히 1940년대에 당의 국가 기구도 성장하기 시작하면서 세금 부담이 증가하기 시작했다. 중국 공산당 정부는 또한 농민들의 임대료와 이자율을 낮추기 위해 "협동 운동"을 시행했으며, 동물, 도구, 씨앗을 공유하는 프로그램도 만들었다.
1938년, 옌안 노동자 제조품 박람회가 개막했다.(p. 112) 이는 이 지역의 산업을 장려하고 경제 발전을 촉진하기 위해 고안되었다.(p. 112)
국민당 봉쇄는 제2차 국공 합작 기간 동안 줄어들었지만, 1941년에 동맹이 해체되면서 다시 강화되었다.(p. 129) 이 지역의 일본군 공격과 흉작은 봉쇄의 영향을 악화시켰고, 1941년과 1942년에는 심각한 경제 위기를 겪었다.(p. 130) 1944년까지 이 지역은 1937년 이후 누적 인플레이션이 564,700%에 달했으며, 국민당 지역의 75,550%와 비교되었다. 중국 공산당 지도자들은 이 지역을 포기하는 문제를 제기했지만, 마오쩌둥은 거부했다.(p. 130) 마오쩌둥은 군중노선 전략을 시행하고,(p. 130) 군사비를 충당하기 위해 주민들에게 무거운 세금을 부과했는데, 이는 "옌안 방식"으로 알려져 있으며, 국민당 보조금으로부터 변경 지역의 독립을 확립했다. 그러나 변경 지역의 경제는 일본과 국민당 지역으로의 아편 생산 및 수출에 의해서도 상당한 지원을 받았으며, 학자 천융파는 중국 공산당이 아편 거래에 참여하지 않았다면 옌안 방식은 불가능했을 정도로 변경 지역의 경제가 아편에 의존했다고 주장했다.

## 외교
미국의 제2차 세계 대전 참전 이후 중국 공산당은 미국으로부터 군사 지원을 모색했다.(p. 15) 마오쩌둥은 옌안에서 미국 군사 관측단을 환영했으며, 1944년에는 미국에 그곳에 영사관을 설립하도록 초청했다.(p. 15)

## 같이 보기
- 중국공산당 치하 만주